# Brimson
Brimson és una població dels Estats Units a l'estat de Missouri. Segons el cens del 2000 tenia 63 habitants.

## Demografia
Segons el cens del 2000, Brimson tenia 63 habitants, 29 habitatges, i 18 famílies. La densitat de població era de 270,3 habitants per km².
Dels 29 habitatges en un 34,5% hi vivien nens de menys de 18 anys, en un 48,3% hi vivien parelles casades, en un 10,3% dones solteres, i en un 37,9% no eren unitats familiars. En el 37,9% dels habitatges hi vivien persones soles el 17,2% de les quals corresponia a persones de 65 anys o més que vivien soles. El nombre mitjà de persones vivint en cada habitatge era de 2,17 i el nombre mitjà de persones que vivien en cada família era de 2,83.
Per edats la població es repartia de la següent manera: un 28,6% tenia menys de 18 anys, un 3,2% entre 18 i 24, un 30,2% entre 25 i 44, un 23,8% de 45 a 60 i un 14,3% 65 anys o més.
L'edat mediana era de 36 anys. Per cada 100 dones de 18 o més anys hi havia 80 homes.
La renda mediana per habitatge era de 19.000 $ i la renda mediana per família de 21.250 $. Els homes tenien una renda mediana de 17.500 $ mentre que les dones 19.583 $. La renda per capita de la població era de 13.368 $. Entorn del 20% de les famílies i el 12,2% de la població estaven per davall del llindar de pobresa.

## Poblacions més properes
El següent diagrama mostra les poblacions més properes.